# Майк Айнез
Майкл Аллен Айнез (нар. 14 травня 1966, Сан-Фернандо, Каліфорнія) — американський рок-музикант, бас-гітарист Alice in Chains.
Почав музичну кар'єру у 1991 році, потрапивши до гурту Оззі Осборна. Всесвітня слава прийшла до нього у 1993, після переходу в гурт Alice in Chains. Айнез став беззмінним бас-гітаристом гурту, як у складі з вокалістом Лейном Стейлі, який помер 2002 року, так і з Вільямом Дювалем, який його замінив. Крім гри в Alice in Chains, музикант співпрацював зі Slash's Snakepit, Black Label Society, Heart та іншими виконавцями.
Виконавча манера Айнеза сформувалася під впливом британських бас-гітаристів 1970-х років і виділялася мелодійністю і простотою. У 2007 році він посів 62 місце в списку «100 найвидатніших бас-гітаристів і барабанщиків», опублікованому в журналі Hit Parader.

## Біографія

### Дитинство та юність
Майкл Аллен Айнез народився 14 травня 1966 року в Сан-Фернандо, штат Каліфорнія, США. Пологи приймала бабуся, яка працювала медсестрою. Майк ріс у великій релігійній філіппінській родині, хоча його батько походив із центрального Техасу. Айнез був єдиною дитиною в сім'ї. Батьки розлучилися, коли він був зовсім маленьким, а найближчим родичем став дідусь.
Від самого народження Майка оточували музиканти: родичі грали в церковному оркестрі, а також виконували національну філіппінську музику. Дядько Майка грав на клавішних і репетирував разом з Елом Маккеєм, учасником гурту Earth, Wind & Fire.
Майк почав грати на музичних інструментах у четвертому класі, освоївши кларнет, саксофон і фортепіано. Першою піснею, яку він виконав, стала балада Easy гурту Commodores, що вийшла 1977 року. Наприкінці 1970-х років Айнез переїхав у Пасадіну і почав захоплюватися хард-роком і хеві-металом, ставши фанатом місцевої групи Van Halen. У Айнеза з'явилася електрогітара, але незабаром він викупив у дядька бас і зрозумів, що насправді хоче бути бас-гітаристом. Після закінчення середньої школи і під час навчання в коледжі Майк продовжував займатися музикою, грав у духовому оркестрі, а також пробував свої сили в декількох рок-групах.
Поворотним моментом у своєму житті Айнез вважає фестиваль US Festival 1983 року. Юнак дістався автостопом із Пасадіни до Сан-Бернардіно, щоб спостерігати за виступами Оззі Осборна, Scorpions, Van Halen, Quiet Riot, Triumph і Mötley Crüe. Після цього Айнез зрозумів, що хоче займатися музикою професійно.

### Початок кар'єри з гуртом Оззі Осборна
Поворотним моментом у кар'єрі Айнеза стало прослуховування бас-гітаристів до гурту Оззі Осборна, яке відбувалося у Північному Голлівуді, найімовірніше — наприкінці 1990 року. Майк також вирішив спробувати свої сили, хоча й був переконаний, що його не візьмуть. Він відпросився з роботи, прикинувшись хворим, і пішов на прослуховування, що проходило в Joe's Garage Френка Заппи. Айнез усього лише хотів побачитися зі своїм кумиром і навіть не знав як треба басові партії, підібравши їх на слух перед пробами. Він не нервував, бо не будував великих надій. З'ясувалося, що на позицію претендує понад двісті осіб. На тлі інших претендентів — дорослих «металістів», одягнених у шкіру, — юний Айнез у тенісному взутті, потертих джинсах і футболці «Лос-Анджелес Кінгс» здавався чужим. Проте йому вдалося зіграти кілька пісень з Оззі та музикантами Марком Канделаріо, Закком Вайлдом і Ренді Кастільйо. Майк був упевнений, що провалив прослуховування, але на автомобільній парковці його наздогнали Оззі та Шерон Осборн і повідомили, що він потрапив до фінальної п'ятірки. Протягом тижня претендентів, що залишилися, прослухали ще два рази. Нарешті, Айнезу зателефонували та повідомили, що він отримав заповітну посаду і його запрошують у спільне турне Європою. Майк у цей час відпочивав зі своїм 82-річним дідусем, смертельно хворим на рак простати, і ця новина дуже обрадувала їх обох. Пізніше Айнез називав цей момент одним із тих, що запам'яталися найбільше у своєму житті. Двадцятитрирічний музикант, який не покидав межі рідної країни, був вражений: «Ще вчора я виступав у Coconut Teaser (місцевому нічному клубі), а тепер живу в одному замку з Оззі Осборном і граю на „Вемблі“». Йому невимовно пощастило, адже група Осборна стала лише третім музичним колективом у кар'єрі музиканта.
Айнез пробув у складі гурту Оззі Осборна до 1993 року, виступаючи на концертах у складі акомпануючого гурту разом із гітаристом Закком Вайлдом і барабанщиком Ренді Кастільйо. Так, у січні 1991 року він виступив на Вемблі Арені, де Оззі був хедлайнером «Великого британського музичного вікенду», що був частиною BRIT Awards 1991. 1991 року вийшов новий альбом Осборна під назвою No More Tears. Оззі не влаштовувала студійна гра Айнеза і він запросив старого знайомого і співавтора Боба Дейслі який і виконав басові партії. Айнез був включений до списку учасників запису, оскільки придумав вступ до заголовної пісні «No More Tears». Як пізніше згадував Дейслі: «на цьому альбомі я значився бас-гітаристом, а Майк Айнез відповідав за басові ідеї». Альбом дебютував на сьомому місці в хіт-параді Billboard 200, отримав чудові відгуки преси та досі вважається одним із найкращих у сольній кар'єрі Осборна. Айнез разом із групою вирушив у концертний тур Theatre of Madness (з англ. «Театр божевілля»), який розпочався з концертів у Японії в жовтні 1991 року, продовжився виступами у невеликих театрах у листопаді, і великими стадіонними концертами на початку наступного року. 1992 року в Оззі Осборна діагностували розсіяний склероз і він вирішив припинити концертну діяльність, щоб проводити більше часу з родиною. З червня по листопад Айнез брав участь у прощальному турі Оззі «No More Tours». Проте дізнавшись про помилковість діагнозу, після закінчення турне Осборн передумав йти зі сцени та продовжив кар'єру.

### Перехід в Alice in Chains
Після закінчення багатомісячних гастролей музиканти Оззі Осборна зайнялися зведенням концертного альбому Live and Loud у Ріно, штат Невада. У січні 1993 року в студії пролунав дзвінок: Майка Айнеза розшукував барабанщик Alice in Chains Шон Кінні, який у цей час перебував на Гаваях. Бас-гітарист вперше дізнався і побачив гурт наживо 8 лютого 1991 року під час концерту, присвяченого п'ятиріччю хеві-металічної радіостанції KNAC. Оззі Осборн був хедлайнером того концерту, що проходив на спортивній арені в Лонг-Біч, штат Каліфорнія, а Alice in Chains виступали на розігріві. Айнез згадував, що залишився під великим враженням від концерту маловідомого гурту: «Я не міг відірвати очей від Лейна, він був дуже привабливим фронтменом». Alice in Chains також гастролювали разом з Оззі під час туру «No More Tours» і встигли ближче познайомитися один з одним. Шон Кінні розповів телефоном, що гурт щойно розлучився з бас-гітаристом Майком Старром і терміново шукає заміну, запропонувавши Айнезу приєднатися до Alice in Chains хоча б до кінця поточного концертного туру. Бас-гітарист вирішив порадитися з Оззі Осборном і той «благословив» свого сесійного музиканта, сказавши, що якщо він не прийме пропозицію, то проведе наступні сім днів у лікарні: «Стільки знадобиться лікарям, щоб витягнути мою ногу з твоєї дупи». Заручившись згодою «Принца темряви», Айнез зважився спробувати свої сили в Alice in Chains.
В Alice in Chains Майка Айнеза очікував теплий прийом. З'ясувалося, що його запримітили ще під час спільних концертів з Оззі й навіть не розглядали інші кандидатури. Джеррі Кантрелл відзначав візуальну схожість Айнеза і Старра і жартував, що «якщо вже міняти бас-гітариста, то в нього повинно бути таке ж ім'я, він повинен палити ті самі цигарки та мати такий самий вигляд». Айнез приєднався до команди Alice in Chains у Лондоні за кілька днів до першого концерту європейського турне на підтримку альбому Dirt. Перший день вони провели разом, покурюючи «вбивчу травичку», після чого орендували репетиційне приміщення і протягом двох днів показали Айнезу основні пісні. Гітарний технік гурту Ренді Біро був вражений новим бас-гітаристом і стверджував, що той знав партії краще за Старра, який грав у групі багато років. Проте музиканти не поспішали приймати остаточне рішення про зміну складу. У Айнеза залишалися зобов'язання перед Оззі, який записував черговий альбом, тому було вирішено почекати з остаточним рішенням до вересня. Наступні півтора місяця Айнез і Alice in Chains провели в європейському турне разом з іншим сіетлським колективом Screaming Trees. У середині березня гурт повернувся до США і провів мінітур разом із Circus of Power і Masters of Reality. У квітні 1993 року Айнез уперше вирушив із новою групою в студію, де записувався саундтрек до фільму «Останній кіногерой». Були придумані та виконані дві пісні: «A Little Bitter» Айнеза і «What The Hell Have I» Джеррі Кантрелла. Ця студійна сесія і стала тим моментом, коли було ухвалено остаточне рішення залишити Айнеза в групі.
З червня по серпень 1993 року відбулася головна подія рок-сцени року — фестиваль Lollapalooza 1993, на якому Alice in Chains виступили як хедлайнери. Айнез назвав ці концерти «одним із тих турів, де ти знаходиш друзів на все життя», виділивши гурти Tool, Rage Against the Machine, Primus, Dinosaur Jr., Babes in Toyland і Fishbone. На той час «випробувальний період» був успішно пройдений. У журналі Kerrang! за підсумками фестивалю відзначили внесок нового бас-гітариста: «Айнез більше не новий хлопець, він став життєво важливим елементом Alice in Chains із заразливим ентузіазмом і безстрашними басовими партіями, тоді як Кантрелл продовжував своє перетворення на повноцінного гітарного бога. Від концерту до концерту він обростає авторитетом і набуває впевненості, і разом з бездоганною грою барабанщика Шона Кінні створює всі умови, щоб Alice in Chains перетворилися на суперзірок».
Після закінчення фестивалю Lollapalooza стомлена насиченими гастролями група вирішила взяти півторамісячну відпустку. Щоб відірватися від напруженого концертного графіка, було вирішено вирушити на тиждень у студію London Bridge. На відміну від попередніх сесій Alice in Chains, де музиканти бралися за запис, уже маючи на руках готовий матеріал, цього разу в них не було готових пісень. Проте, використовуючи накопичені за час концертів напрацювання, протягом тижня групі вдалося записати сім композицій. Айнез брав повноправну участь у процесі, а його ідеї лягли в основу пісень «Rotten Apple» і «I Stay Away». Джеррі Кантрелл залишився задоволений результатом: «Це був перший раз, коли ми записувалися з Майком Айнезом. Цей мініальбом довів нам і шанувальникам, яким є його талант. Він грає найогидніше, найпохмуріше лайно, але у нього найдобріше серце у світі». Акустична платівка Jar of Flies вийшла у січні 1994 року і посіла перше місце в американському хіт-параді, ставши першим мініальбомом в історії музики, який підкорив вершину чарту Billboard 200.

### Негаразди у гурті
Перехід до Alice in Chains приніс Майку Айнезу всесвітню популярність, проте стосунки всередині гурту були далекі від ідеальних. З моменту виходу альбому Dirt, натхненного невдалим досвідом боротьби з героїновою залежністю вокаліста Лейна Стейлі, в очах критиків і слухачів гурт став нерозривно асоціюватися з наркотиками. Ходили чутки, що Айнез був настільки роздратований побаченим, що під час турне 1993 року штовхнув підсилювач і зламав руку дорожньому техніку. Сам бас-гітарист та інші музиканти намагалися запевняти журналістів, що проблеми з наркотиками залишилися в минулому. Насправді Лейн Стейлі кілька разів вирушав на лікування до реабілітаційного центру, а Шон Кінні намагався позбутися алкогольної залежності. Через проблеми зі здоров'ям усередині гурту довелося відмовитися від довгоочікуваного турне з Metallica та участі у фестивалі Вудсток-94. Музиканти перестали виступати разом і зайнялися власними проєктами.
Вільний час, що з'явився через скасування гастролей, музиканти Alice in Chains витрачали на інші проєкти. Майк Айнез ненадовго приєднався до колег по групі Оззі Осборна, які працювали над піснями для нового альбому під керівництвом продюсера Міхаеля Вагенера. Коли сім композицій було закінчено, лейбл Epic Records ухвалив рішення відмовитися від обраного стилістичного напряму, який повторював попередню платівку Оззі No More Tears, щоб звучати схоже на Soundgarden. Вагенер відмовився продовжувати роботу, а пісні були перезаписані в новому стилі та з іншими музикантами. Місця Майка Айнеза і Ренді Кастільйо зайняли Гізер Батлер і Дін Кастроново. Шість із семи перероблених композицій увійшли до альбому Ozzmosis, що вийшов 1995 року, але Айнез не грав на жодній з них. Проте дві оригінальні демоверсії, записані за його участю, вийшли на стороні «Б» синглів до альбому, а ще одна увійшла до бокс-сету Оззі Осборна Prince of Darkness, опублікованого 2005 року.
Наприкінці літа 1994 року Айнез опинився в компанії свого друга, гітариста Guns N' Roses Слеша. Разом із Меттом Сорумом і Гілбі Кларком вони влаштовували джем-сешни, де грали пісні, написані соло-гітаристом для Guns N' Roses, але були відкинуті Екслом Роузом. Спеціально для цього Айнез щодня долав майже 3200 км, літаючи з Бербанка в Сіетл/Такому і назад, зранку репетируючи зі Слешем, а вечорами готуючись з Alice in Chains до чергового туру з Metallica. Проєкт отримав тимчасову назву Slash's Very Own Snakepit (з англ. Власна зміїна яма Слеша). Матеріал сподобався музикантам, тому вони найняли вокаліста Еріка Довера, який грав на гітарі в Jellyfish, і перейшли від репетицій до студійної роботи. Айнез узяв на себе басові партії, але також виступив у ролі бек-вокаліста і став співавтором інструментальної композиції «Jizz Da Pit». Менш ніж за місяць супергурт, назва якого скоротилася до Slash's Snakepit, записала альбом It's Five O'Clock Somewhere, що вийшов 14 лютого 1995 року. До того моменту Айнез повернувся до роботи над черговим альбомом Alice in Chains, тому не зміг брати участь у всесвітньому турне. Пізніше проєкт було призупинено, оскільки звукозаписна компанія наполягала на возз'єднанні Слеша з Екслом Роузом у Guns N' Roses. Втім, ця спроба не увінчалася успіхом, і 1996 року Слеш пішов із групи. Дебютний альбом Slash's Snakepit, записаний за участю Айнеза, був розпроданий загальним накладом понад 1 млн копій.
На початку 1995 року Джеррі Кантрелл зумів зібрати Майка Айнеза, Шона Кінні та Лейна Стейлі, щоб почати роботу над новим матеріалом Alice in Chains. Студійні сесії затягнулися на п'ять місяців через непередбачувану поведінку вокаліста. До альбому, названого на ім'я гурту, увійшло 12 композицій, у п'яти з яких Айнез став співавтором музики. Третій лонгплей Alice in Chains — останній за контрактом з Columbia Records — вийшов у грудні 1995 року і потрапив на вершину національного хіт-параду, незабаром ставши «платиновим», проте музиканти так і не дали концертів через гнітючий фізичний стан Стейлі. Проте в пресі Майк Айнез наголошував на дружніх стосунках з колегами по групі, закликаючи поважати чуже особисте життя. 1996 року він зазначив: «Є важливіші речі (ніж Греммі або нагороди MTV): братерство, дружба і вірність… Ми є групою більше, ніж 90 % інших нинішніх колективів, оскільки тримаємося разом і підтримуємо один одного». У тому ж інтерв'ю він розповів, за що цінує своїх друзів: Лейна Стейлі — за відкриті й чесні тексти, Шона Кінні — за неповторне почуття гумору, а Джеррі Кантрелла — за розум та інтроспекцію. Пізніше Айнез називав цей період «темними часами», а третій альбом гурту — одним із найважчих записів, над якими доводилося працювати: «Лейн загруз у глибинах героїнової залежності. За цим було важко спостерігати й це пронизувало все, що ми робили. Не буду приховувати, нам усім було паршиво… Але я дійсно переживав за нього. Я мрію про те, щоб допомогти тим, хто перебуває в такому ж становищі».
Проблиск надії з'явився у шанувальників гурту у квітні 1996 року, коли Alice in Chains дали перший за два з половиною роки концерт, виступивши з акустичною програмою на телевізійному шоу MTV Unplugged. Майк Айнез запам'ятався бас-гітарою, на якій було написано «Друг не дасть другу зробити коротку стрижку». Повідомлення призначалося музикантам Metallica, які нещодавно змінили імідж і перебували в залі. Айнез дуже емоційно переніс це шоу: «Кілька разів мені доводилося відводити очі від Лейна і нагадувати самому собі, що я на роботі. Я вважав за краще придушити в собі фаната і зосередитися на своїх басових партіях. Він (Лейн) був таким чарівним». Попри видимі проблеми зі здоров'ям Стейлі, натхнені музиканти прийняли пропозицію Kiss виступити під час туру возз'єднання, але після заключного концерту в Канзасі Лейн Стейлі знову опинився в лікарні через передозування.

### Розпад Alice in Chains
Після концерту в Канзасі Alice in Chains фактично розпалися, але на папері гурт продовжував існувати й музиканти не відкидали можливість возз'єднання. Час від часу зусиллями Джеррі Кантрелла виходили збірки концертних записів, альбоми-компіляції або раритетні записи. Зважаючи на це, Айнез утримувався від переходу до іншого колективу на постійній основі, надаючи перевагу роботі зі знайомими музикантами над сольними проєктами або в складі супергруп. Бас-гітаристу так і не довелося попрацювати з Лейном Стейлі, але ось із двома іншими музикантами Alice in Chains він підтримував особисті та творчі стосунки. 1997 року разом із Шоном Кінні він взяв участь у записі дебютного сольного альбому Джеррі Кантрелла — Boggy Depot. 1999 року разом із Кінні Айнез створив супергурт Spys4Darwin, до якого також увійшли Кріс Дергамо з Queensrÿche і Вінні Домброскі зі Sponge. Музиканти випустили мініальбом Microfish і виступили на кількох фестивалях на Північному Заході США.
Не забував Айнез і про друзів періоду початку кар'єри. 1998 року він з'явився на дебютному альбомі гурту Закка Вайлда Black Label Society Sonic Brew, де виконав кавер-версію пісні Оззі Осборна «No More Tears», вступний басовий риф до якого написав сам майже десять років тому. У серпні 2001 року Айнез тимчасово підміняв басиста Black Label Society Стіва Гібба, який був звільнений у середині туру Ozzfest. Наприкінці 2002 року Майк був претендентом на заміну бас-гітариста Metallica Джейсона Ньюстеда, який пішов із гурту. Заповітна посада дісталася іншому басистові Black Label Society Роберту Трухільо, а Айнез зайняв його місце в групі Закка Вайлда під час двотижневого туру західним узбережжям США і гастролей Японією на підтримку альбому The Blessed Hellride. Кілька пісень, записаних у Токіо, були випущені як бонус-треки до концертного DVD Boozed, Broozed, and Broken-Boned. 2004 року Айнез записав із Black Label Society пісню «Crazy or High» для п'ятого студійного альбому Hangover Music Vol. VI.
Початок 2002 року для Айнеза був затьмарений низкою трагічних подій. 26 березня 2002 року від раку легенів помер його найкращий друг, барабанщик Ренді Кастільо, разом з яким вони працювали в групі Оззі Осборна. Ходили чутки про те, що незадовго до смерті Кастільо працював з Айнезом над матеріалом для спільного проєкту. Після похорону Айнез повернувся з Альбукерке до свого будинку в Біг-Бер-Лейк, і того ж дня йому повідомили про смерть Лейна Стейлі. Музикант не міг повірити почутому і пізніше називав це одним із найгірших моментів у своєму житті. У березні 2002 року було оголошено про те, що Айнез візьме участь у концертному турі сіетлської групи Heart. Незабаром Енн Вілсон запропонувала Майку стати повноцінним бас-гітаристом колективу, і він погодився. Айнез пробув у Heart з 2002 по 2006 роки, виступаючи разом із групою на концертах і в студії. 2002 року він взяв участь у концертному турі «Summer of Love», а у 2003 році приєднався до групи в турне «Alive in America 2003». Гру Майка можна почути на подвійному концертному альбомі Alive in Seattle, записаному на відомому сіетлському концертному майданчику Paramount Theatre 8 серпня 2002 року. Також Айнез зіграв на бас-гітарі та бубні на тринадцятому альбомі Heart Jupiters Darling, записаному в студії співзасновника компанії Microsoft Пола Аллена, що вийшов у червні 2004 року. Платівка змогла піднятися в першу сотню Billboard 200, діставшись до 94 місця. Як висловився Фредді Віллано з журналу Bass Player, Айнез опинився в Heart тоді, коли потребував атмосфери любові, і вони її забезпечили. Сам виконавець погоджувався, що не міг знайти кращого місця для зцілення після смерті Лейна Стейлі та Ренді Кастільо. Перехід у Heart означав для нього серйозну зміну стилю і відхід від важкого року на користь м'якшого й акустичного звучання. Айнез залишався нескінченно вдячний Енн і Ненсі Вілсон і зазначав, що багато чому навчився у них на особистому і філософському рівнях.

### Возз'єднання гурту
У лютому 2004 року Джеррі Кантрелл заявив про те, що планує відновити стосунки з колишніми колегами по Alice in Chains і почати спільні репетиції. На похоронах Даймбега Даррелла в грудні 2004 року Айнез і Кантрелл зіграли дві пісні Alice in Chains в акустичному варіанті. 2005 року барабанщик Шон Кінні запросив Кантрелла та Айнеза, які жили у Лос-Анджелесі, виступити в Сіетлі з благодійним концертом для жертв землетрусу в Індійському океані. Натхнені позитивним прийомом, музиканти дали низку концертів у клубах США. 2006 року Alice in Chains вирушили у світове турне із запрошеними вокалістами, включно з Вільямом Дювалем із гурту Comes With The Fall. Також Alice in Chains взяли участь у зніманні документального фільму VH1 «Decades of Rock: Heart and Friends», присвяченого гурту Heart, де виконали пісню «Would?» разом із Філом Ансельмо та «Rooster» з Дювалем. Незабаром Дюваля затвердили як постійного вокаліста групи. Під час турне музиканти почали писати нові пісні, після чого вирішили вирушити в студію і на власні кошти записати новий альбом. Вони не будували далекосяжних планів, а обережно рухалися крок за кроком, щоб подивитися, що з цього вийде.
Альбом Alice in Chains Black Gives Way to Blue, що вийшов 2009 року, став для гурту великим успіхом і приніс номінацію на «Греммі». Платівку продюсував Нік Раскулинець, відомий за роботою з Foo Fighters, який сам у минулому грав на бас-гітарі. Протягом наступних десяти років колектив випустив ще два студійні альбоми — The Devil Put Dinosaurs Here у 2013 і Rainier Fog у 2018. Нові альбоми ознаменували повернення гурту до музичного коріння. Нові пісні вирізнялися похмурістю, а останній альбом Rainier Fog мав ностальгічний характер і був записаний у Сіетлі, місті, де зародився грандж. Alice in Chains вкотре були номіновані на «Греммі» в категорії «Найкращий рок-альбом».

## Музичний стиль

### Вплив
На музичну освіту Айнеза вплинули офіційні шкільні програми, що існували в Лос-Анджелесі за часів навчання. Ще в середній школі він почав грати на кларнеті та саксофоні, а також ознайомився з теорією музики та читанням нот. Разом із сім'єю Майка жив дядько Метт, який професійно займався музикою, і за його відсутності юний музикант пробував грати на барабанах і бас-гітарі. Класична музична підготовка позначилася на манері роботи Айнеза надалі. Пам'ятаючи про гру на духових в юності, в Alice in Chains він записував партії за допомогою нотоносця і скрипкового ключа, нібито грав не на бас-гітарі, а на саксофоні. Уже ставши сформованим музикантом, він не припиняв самоосвіту. Під впливом Ліланда Склара Айнез покращував навички читання по нотах, використовуючи класичне видання джазового басиста і педагога Руфуса Ріда «Еволюціонуючий бас-гітарист».
Мати Айнеза захоплювалася Елтоном Джоном і Бітлз, але кумирами юнака стали англійські рок-музиканти Джон Енвістл, Джек Брюс і Гізер Батлер — бас-гітаристи, які часто використовували педаль дисторшна. Отримавши роботу в групі Оззі Осборна, Айнез зіткнувся з необхідністю пильного вивчення партій відомих бас-гітаристів. Його новим кумиром став уже не Батлер, а інший колишній бас-гітарист Black Sabbath Боб Дейслі: «У Боба було чудове почуття мелодії та своїх партій, тож я потрапив до Університету Оззі Осборна». Аналогічним чином Айнез відгукувався про своє перебування в Heart: «Вивчення їхніх басових партій зробило мене кращим, як бас-гітариста». Музикант часто призначав собі домашню роботу — не просто вивчити відомі пісні, а й зіграти їх у стилі оригінальних виконавців: наприклад, «La Via Strangiato» гурту Rush, як це зробив би Гедді Лі, або «Highway Star» гурту Deep Purple, точно повторюючи техніку та аплікатуру Роджера Гловера.
Після розпаду Alice in Chains і переходу в Heart стиль Айнеза збагатився через виконання акустичних композицій. Крім роботи з Енн і Ненсі Вілсон, він джемував з кантрі-музикантами, такими як Вайнонна Джадд, Керрі Андервуд, Руфус Вейнрайт і Гретхен Вілсон. Кульмінацією музичного розвитку Айнез вважав запрошення Леммі зіграти на черговому альбомі Motörhead Kiss of Death, де Айнез виконав додаткову басову партію в пісні «Under the Gun».
Своїм улюбленим бас-гітаристом Майк Айнез називав Ді Мюррея з гурту Елтона Джона. Айнезу імпонувала мелодійність, винахідливість і мінімалістичний підхід Мюррея: «Він не з тих, хто намагався довести свою значущість, а просто писав „найсмачніші“ басові партії». Мюррей помер у 1992 році та не був надто відомий широкому загалу. Ще 2010 року Айнез збирався брати участь у зніманні документального фільму про Мюррея, які організував гітарист Елтона Джона Дейві Джонстон. Лише через десять років Джонстон заручився згодою Елтона Джона і Девіда Ферніша, фільм отримав робочу назву «Геркулесові стовпи» і планувався до виходу у 2021 році. Показово, що Елтон Джон виконав партію фортепіано на заголовній пісні до альбому Alice in Chains Black Gives Way to Blue, тож в Айнеза була можливість поговорити з ним про свого «неоспіваного героя».

### Виконавча манера
У гурті Оззі Осборна і в Alice in Chains Айнез грав частіше медіатором, а не пальцями. За словами музиканта, енергійний стиль звуковидобування він підгледів у гітариста Осборна Закка Вайлда, і це стало невіддільною складовою його стилю. «Вайлд грає дуже голосно… Щоб не захлинутися в групі Оззі, мені необхідно було піти на це. Я навчився контролювати жорстку гру медіатором. Це ціле мистецтво» — згадував Айнез. У 2007—2008 роках під час турне Alice in Chains з Velvet Revolver Айнез намагався грати пальцями, але припинив експерименти після спілкування зі звукорежисером, який сказав: «Ваше звучання — це скрегіт медіатора, галасливі басові акорди, сильне вібрато і вгризання в струни». Проте Айнез вважав, що справжній бас-гітарист зобов'язаний вміти грати без медіатора, тому практикував вправи з використанням вказівного і середнього пальців правої руки. Деякі пісні, як-от «Your Decision» із Black Gives Way to Blue, Айнез виконував пальцями, проте більша частина репертуару Alice in Chains вимагала медіатора для різкого звучання. Крім того, гра пальцями була потрібна для делікатного виконання деяких пісень Heart, таких як «Dreambot Annie».
Аж до приходу в Alice in Chains Вільяма Дюваля, Айнез часто грав на бас-гітарі квінтами, схожими на гітарні павер-акорди. До його технічного арсеналу також входили бенди, вібрато і слайди. Для більшої чистоти звучання він використовував «палм-мьютинг» — глушіння струн долонею. Крім того, музикант застосовував техніку, яку сам називав «кріббінгом», витягуючи октави за допомогою великого і вказівного пальців правої руки. Водночас Айнез не володів слепом або теппінгом. Він пробував брати уроки гри в стилі фанк-року у Стю Хемма ще до того, як приєднався до гурту Оззі, але швидко зрозумів, що йому чужа ця манера гри.
Тривалий час Майк Айнез не давав публічних майстер-класів, але зізнавався, що був би радий спробувати: «Думаю, що я непогано впорався б із цим. Я б не говорив людям, що потрібно робити. Бувають майстер-класи, де музиканти поводяться занадто по-професорськи, але я б вважав за краще потусуватися, відповідати на запитання, показати глядачам різні цікаві штуки. Було б весело». 2009 року на DVD вийшло навчальне відео «„Behind The Player“ Mike Inez», в якому Айнез розповів про свою біографію і манеру гри, розібрав партії баса для пісень Alice in Chains «Again» і «Little Bitter», а також виконав ці пісні разом із барабанщиком The Cult Джоном Темпестою. 2020 року Айнез виступив із майстер-класом на найбільшій виставці музичних інструментів NAMM Show.

### Авторський почерк
У 2020 році в журналі Bass Player відзначили фірмові контрмелодії Айнеза, які повною мірою проявилися на пісні «No Excuses» і визначили його роль у гурті. На думку журналіста Фредді Віллано, тоді як Джеррі Кантрелл був основною рушійною силою гурту, гра Айнеза додавала Alice in Chains мелодійності. Його партії бас-гітари залишалися незмінно лаконічними, а проте досягали максимального ефекту. За зізнанням самого бас-гітариста, під час роботи над піснями, написаними Кантреллом, він намагався створити якомога більше мелодійних партій, що доповнювали гітарні рифи. Спочатку вони були переповнені нотами, але поступово залишалися тільки найбільш «соковиті» з них, які не виділялися на загальному тлі. «Наша музика настільки насичена гітарами й вокалом, що іноді я просто граю важкі та низькі ноти, щоб усе інше дзвеніло у вищому регістрі. Усе залежить від характеру пісні, і я намагаюся підходити до кожної з них по-особливому» — розповідав Айнез після виходу Black Gives Way to Blue. На акустичних концертах манера виконання змінювалася: бас-гітарист прагнув до більш плаваючого звучання і додавав більше другорядних мелодійних ліній, що контрастували з провідною партією.
Манера виконання Айнеза не була заточена під гру в одному музичному стилі. «Я джемував з усіма, починаючи від Керрі Кінга зі Slayer і закінчуючи Керрі Андервудом. І всіма, хто між ними — розповідав він. Просто будьте гармонійними та думайте про пісню» — пояснював Айнез. Наслідуючи приклад свого кумира Ліланда Склара, він ставив на перше місце «служіння пісні» і вважав за краще не переоцінювати важливість бас-гітари та не виходити на передній план за будь-яку ціну, залишаючи місце для гітар і вокалу.
У своїх численних музичних колективах Майк Айнез незмінно залишався на других ролях. Відповідаючи на запитання щодо можливої сольної кар'єри, 2009 року він зазначав: «Можливо, коли-небудь. Люди постійно пропонують пограти з ними, а я люблю нові виклики. Але зараз я повністю зосереджений на Alice in Chains і нашій новій подорожі. Найбільше я люблю підійматися на сцену на стадіоні, брати до рук бас-гітару і чути динаміки, що ревуть в унісон. Це моє улюблене місце на Землі».

### Визнання
У 2007 році музикант посів 62 місце в списку «100 найвидатніших бас-гітаристів і барабанщиків» за версією журналу Hit Parader. Раніше до рейтингів, які публікує це американське музичне видання, потрапляли як Alice in Chains, які посіли 14 місце у списку найкращих рок-гуртів, так і Лейн Стейлі, який посів 27 місце у списку найкращих хеві-металічних вокалістів.
Журналіст видання Bass Player Фредді Віллано відзначив роль Айнеза в успіху Alice in Chains. 2019 року Віллано заявив: "Його гра в Alice in Chains протягом багатьох років була переконливою, але недооціненою. Тверді та м'язисті інтонації, а також мелодійна чутливість допомогли матеріалу гурту вийти за межі типового року та металу. Його стиль негайно проявився на дебютному мініальбомі Jar of Flies, зокрема на синглі «No Excuses» і піснях на кшталт «Heaven Beside You», з альбому Alice in Chains. Обидві платівки стали важливими віхами в історії гурту, кожна з них дебютувала на вершині хіт-параду Billboard 200.

## Обладнання

### Бас-гітари
Першою електрогітарою Айнеза став Fender Stratocaster 1970-х років кремового кольору, як у Річі Блекмора. Незабаром він купив у дядька Метта старий бас Fender Precision Bass 1955 року випуску. Після переходу в гурт Оззі Осборна його основним інструментом був Fender PJ, на якому також грав Дафф Маккаган з Guns N' Roses. Під час чергового концертного туру в Німеччині гітарний технік вперше дав Айнезу спробувати бас Warwick. Звучання інструменту сподобалося Оззі, після чого Айнез став віддавати перевагу гітарам цієї марки. Під час роботи над черговим альбомом у студії Bearsville Studios у Вудстоку, Закк Вайлд змусив Айнеза піти до гітарного центру Manny's Music і купити собі новий інструмент. Бас-гітарист вибрав Warwick Streamer через «гарчання» звучання і гучні високі частоти. Побачивши гітару, Вайлд спочатку здивувався, що Айнез купив лише один інструмент, а потім щосили кинув її в стіну, пояснивши спантеличеному другові: «Вона скоро зноситься і так, не переживай. Виглядає надто новою».
Особливе місце в колекції Майка Айнеза займає Warwick Streamer Stage I кольору «Moonburst», яку йому купив Оззі Осборн ще у 1991 році. Музикант виступав із цією бас-гітарою впродовж 30 років у більш ніж 50 країнах в усьому світі. На голову грифа було нанесено логотип «Окленд Рейдерс», улюбленої футбольної команди Айнеза. Через багато років бриджевий звукознімач зламався, а регулятори звуку і тону виявилися залиті клеєм після інциденту під час концерту з Оззі. Проте «місячний бас» залишався основним і улюбленим інструментом Айнеза і використовувався на всіх студійних записах.
За весь час в Айнеза було близько сорока бас-гітар Warwick, і компанія регулярно постачала йому нові інструменти. Так, у 2018 виробник зробив для Айнеза дві нові гітари Streamer: яскраво-синю з тонкою смугою і нанесеним номером «14», що нагадує кольором його дитячий картинговий шолом, а також перламутрово-білу. Інструменти оснащувалися чотирма регуляторами: перший керував гучністю, а також давав змогу перемикатися між двома «голосами» звукознімача після натискання; два інших відповідали за низькі та високі частоти; останній не робив нічого, але Айнез жартував, що хотів би регулювати яскравість відміток ладів, що світяться, на грифі гітари.
Спочатку на «місячному басі» Айнеза стояли звукознімачі EMG. Під час концерту з Оззі в Німеччині вони зламалися і технік купив нові в місцевому магазині. Попри чудове звучання, пізніше з'ясувалося, що датчики були фальшивими: їх виробляв місцевий майстер, якого вже не було в живих. Айнез довгий час марно намагався домогтися аналогічного забарвлення звуку з іншим обладнанням. Лише в середині 2010-х років він погодився піти на експеримент, який запропонував інженер компанії Fishman Френк Фальбо, який до цього працював у Seymour Duncan. Бас-гітару Айнеза помістили в апарат, що нагадував томограф, який показував магнітне відображення звукознімачів. Спеціально для Айнеза було створено сім прототипів фірмових звукознімачів. Протягом двох років бас-гітарист повертався в студію, щоб встановити чергові датчики, порівняти звучання і зіставити форму сигналів зі старого і нового інструментів. Зрештою команді інженерів вдалося домогтися найбільшої схожості, і нові звукознімачі були поставлені на бас-гітари на час концертного турне на підтримку альбому Rainier Fog. 2020 року Fishman випустили серію іменних звукознімачів Майка Айнеза для чотирьох і п'ятиструнних інструментів, які підтримували два «голоси»: оригінальний тон «місячного баса», а також тепліше вінтажне звучання. Крім продукції Fishman Айнез використовував звукознімачі MEC, встановлені на гітарах «Ворвік» за замовчуванням, а також сигнатурну модель датчиків Seymour Duncan Рекса Брауна з Pantera.
Майк Айнез переважно грає на чотириструнних басах, у звичайному ладі, зниженому на півтони, або в опущеному ладі, лише в деяких піснях використовуючи п'ятиструнний бас. На гітарах Warwick Streamer встановлені поодинокі басові кілки Hipshot Xtender, що дають змогу знижувати лад гітарної струни. Крім «Ворвіків», Айнез використовував гітари Spector NS-2 для пісень у зниженому ладі Drop D. Айнез також володіє гітарами Warwick Starbass II з порожнистим корпусом, які використовував один з його кумирів Ліланд Склар. Серед інших інструментів Айнеза — акустичні бас-гітари Warwick Alien і Alvarez, звичайні Gibson Les Paul Bass і Fender Telecaster Bass, ладові та безладові Fender Presicion Bass, п'ятиструнна модель Warwick Streamer, а також інструменти Kubicki Factor і Gibson Thunderbird. Айнез віддає перевагу тонким і середнім струнам Dean Markley Blue Steel завтовшки 0.050 — 0.105 дюйма. Для гри медіатором він використовує міліметрові плектри Dunlop Tortex Pitch Black Standard.

### Підсилювачі та педалі ефектів
З дитинства Майк Айнез спостерігав за виступами рок-гурту Van Halen, що мешкав у Пасадіні. Бас-гітарист Van Halen Майкл Ентоні використовував обладнання Ampeg, і, дивлячись на нього, Айнез також пристрастився до підсилювачів Ampeg SVT. Його основним підсилювачем є SVT-2PRO, який раніше належав музикантам Van Halen. Повний стек Айнеза складається з чотирьох кастомних вісімнадцятидюймових «кабінетів» Ampeg для відтворення низьких частот, поверх них — два «кабінети» SVT-810E, що лежать на боці, для високих частот, оснащених вісьмома десятидюймовими динаміками, а зверху — дві «голови» SVT-2PRO. Для отримання ефекту дисторшна в студії Айнез використовував «голову» Fender Bassman 1963 року випуску з двома дванадцятидюймовими «кабінетами», викручуючи налаштування гучності й тону на максимум.
Майк Айнез рідко використовує педалі ефектів. Його основною педаллю в Alice in Chains є SansAmp Bass Driver DI компанії Tech 21. Вона працює як директ-бокс і може створювати ефект овердрайву, передаючи вихідний сигнал як на підсилювач, так і на мікшерний пульт і на особисті монітори виконавця. Під час роботи з іншими виконавцями Айнез частіше експериментував зі звуком. У його арсеналі є педаль ефектів SansAmp Fly Rig, а також підписна модель дисторшну, подарована Дагом Пінніком з King's X. Айнез використовує вушні монітори Ultimate Ears, на які під час концертів подається «брудне» звучання власного інструменту, що виділяється на тлі решти гурту.

## Особисте життя
8 травня 2010 року Майк Айнез одружився зі своєю подругою Сідні Келлі, з якою був знайомий протягом багатьох років. Церемонія одруження відбулася в маєтку Сюзан Сільвер, менеджера Alice in Chains. Сідні Айнез працює художником і дизайнером, у Південній Каліфорнії час від часу проходять виставки її робіт.
Майк Айнез проживає в гірській частині Лос-Анджелеса, у відокремленій місцевості посеред лісу, неподалік від Джеррі Кантрелла. У будинку обладнана звукозаписна студія, а також міститься колекція музичних інструментів. В інтерв'ю 2019 року Айнез зізнався, що веде скромний спосіб життя, уникаючи тусовок і рідко з'являючись на вулиці: «Я гуляю зі своїми собаками та багато граю на бас-гітарі та гітарі. Я просто люблю музику і собак: ці дві речі залишалися незмінними все моє життя». Музикант є зразковим сім'янином, а його спокійний сімейний уклад не відповідає стереотипам, пов'язаним із рок-музикою та гастролями: «Кумедно, коли я повертаюсь із туру як „велика рок-зірка“, дружина простягає мені лопату і просить прибрати собаче лайно на задньому дворі». Водночас він зізнавався, що крім музики більше нічого не вміє і не уявляє себе в іншій професії: «Не хочу займатися нічим іншим. У мене чудове життя. Ти отримуєш безплатно бас-гітари й підсилювачі. І безплатні картопляні чипси».
На відміну від колег по Alice in Chains, Майку Айнезу пощастило уникнути серйозних проблем із наркотиками. «Я не можу поставити себе на місце Лейна, тому що ніколи не пробував цей наркотик (героїн)», — розповідав він. «Я завжди був „Містером Картопляна голова“ — курив травку і пив „Корону“». Пізніше він повністю відмовився від наркотиків і вживання алкоголю.
Айнез захоплюється американським футболом і з дитинства вболіває за «Лас-Вегас Рейдерс». Разом із Джеррі Кантреллом Айнез є організатором щорічного розіграшу фентезі-ліги та благодійного аукціону, в якому беруть участь такі рок-зірки, як Вінні Пол, Дафф Маккаган і Скотт Ян.

## Довідкова інформація

### Дискографія
Оззі Осборн
- 1991 — No More Tears
- 1993 — Live & Loud
- 2005 — Prince of Darkness
- 2014 — Memoirs of a Madman
- 2019 — See You on the Other Side

Alice in Chains
- 1993 — Саундтрек до фільму «Останній кіногерой»
- 1994 — Jar of Flies
- 1994 — Jar of Flies / Sap
- 1995 — Alice in Chains
- 1996 — MTV Unplugged
- 1999 — Nothing Safe: Best of the Box
- 1999 — Music Bank
- 2000 — Live
- 2001 — Greatest Hits
- 2006 — The Essential Alice in Chains
- 2009 — Black Gives Way to Blue
- 2013 — The Devil Put Dinosaurs Here
- 2018 — Rainier Fog

Slash's Snakepit
- 1995 — It's Five O'Clock Somewhere

Jerry Cantrell
- 1998 — Boggy Depot

Spys4Darwin
- 2001 — Microfish

Heart
- 2003 — Alive in Seattle
- 2004 — Jupiters Darling
- 2008 — Playlist: The Very Best of Heart
- 2012 — Strange Euphoria
- 2014 — Jupiters Darling / Red Velvet Car
- 2019 — Live in Atlantic City

Black Label Society
- 2004 — Hangover Music Vol. VI
- 2008 — Tour Edition
- 2009 — Skullage
- 2019 — None More Black

Nancy Wilson
- 2005 — Elizabethtown

Michael Schenker Group
- 2005 — Heave Hitters
- 2007 — Guitar Master — The Kulick Sessions

Motörhead
- 2006 — Kiss of Death

Mark Morton
- 2019 — Anesthetic

Триб'ют-альбоми
- 1999 — Humanary Stew: a Tribute to Alice Cooper
- 2003 — Hazy Dreams (Not Just) A Jimi Hendrix Tribute
- 2003 — Stairway To Rock: (Not Just) A Led Zeppelin Tribute
- 2004 — Metallic Attack: The Ultimate Tribute
- 2005 — Numbers From The Beast (An All Star Salute To Iron Maiden)
- 2005 — Status Quo & Friends (40th Anniversary Souvenir)
- 2006 — Butchering The Beatles — A Headbashing Tribute
- 2007 — Justice For All: Die Wahrheit Über Metallica
- 2012 — Going To Hell — A Tribute To Alice Cooper
- 2016 — 2112 (40th Anniversary)

### Фільмографія
| Рік  | Назва          | Роль                               | Примітка               |
| ---- | -------------- | ---------------------------------- | ---------------------- |
| 1995 | The Nona Tapes | у ролі самого себе                 | Короткометражний фільм |
| 2013 | AIC 23         | Унта Глібен Глаббен Глоббен Глобін | Короткометражний фільм |